# Maurice De Kerpel
Amedé Maurice De Kerpel (Erpe, 29 augustus 1927 – Aalst, 28 september 2013) was een Belgisch ambtenaar, syndicalist en politicus voor de CVP.

## Levensloop
De Kerpel doorliep zijn middelbare studies aan het Sint-Maartencollege en studeerde vervolgens administratieve wetenschappen aan het Provinciaal Handelsinstituut van Gent. Hij werd beroepshalve ambtenaar bij de RTT. Tevens was hij syndicaal vrijgestelde bij de Christelijke Centrale voor Communicatie en Cultuur (CVCC) van het ACV en was achtereenvolgens nationaal secretaris, algemeen secretaris en algemeen voorzitter van deze vakcentrale.
Hij werd politiek actief voor de CVP en werd voor deze partij van 14 april 1987 tot 1994 gemeenteraadslid van Aalst. Hij werd in 1987 aangesteld als burgemeester van deze stad in opvolging van de overleden Raymond Uyttersprot na een opvolgingsstrijd binnen de Aalsterse CVP met NCMV-kandidaat en volksvertegenwoordiger Ghisleen Willems. Hij oefende dit mandaat uit tot de gemeenteraadsverkiezingen van 1988. Vervolgens was hij van 1989 tot 1994 CVP-fractieleider in de gemeenteraad nadat de partij in de oppositie belandde. Van 1981 tot 1987 zetelde hij bovendien ook in de Senaat als provinciaal senator van Oost-Vlaanderen. In de Senaat was hij lid van de commissies Binnenlandse Zaken en Onderwijs en Wetenschap. Tevens was een tijdlang Oost-Vlaams provincieraadslid.
De uitvaartplechtigheid vond plaats in de Kapucijnenkerk te Aalst.